# Michał Giełgud
Michał Giełgud herbu własnego (zm. 1813) – marszałek nadworny litewski od 1793 roku, szambelan królewski w 1781/1782 roku, członek Sztabu Generalnego Wojska Wielkiego Księstwa Litewskiego w 1792 roku, pisarz polny litewski w latach 1790-1793, konsyliarz Rady Nieustającej od 1786, marszałek konfederacji generalnej Wielkiego Księstwa Litewskiego, konsyliarz konfederacji żmudzkiej w konfederacji generalnej litewskiej konfederacji targowickiej, podkomorzy nadworny, pułkownik Księstwa Żmudzkiego, sędzia sejmowy.
Deputat Księstwa Żmudzkiego na Trybunał Główny Wielkiego Księstwa Litewskiego kadencji wileńskiej w 1781/1782 roku. Członek Komisji Policji Wielkiego Księstwa Litewskiego w 1793 roku.
W 1812 roku przystąpił do Konfederacji Generalnej Królestwa Polskiego.

## Ordery i odznaczenia
- Order Orła Białego
- Order Świętego Stanisława